# Storm Thorgerson
Storm Elvin Thorgerson (Potters Bar, 28 febbraio 1944 – Londra, 18 aprile 2013) è stato un fotografo e designer britannico.

## Biografia
Nel 1968 fonda insieme a Aubrey Powell lo studio grafico Hipgnosis, per il quale produce una lunga serie di celebri e rivoluzionarie copertine per singoli e album discografici. Le sue opere più famose di questo periodo sono sicuramente quelle per i dischi dei Pink Floyd, che hanno segnato la storia della musica. La sua copertina di The Dark Side of the Moon è spesso citata come la migliore di tutti i tempi.
Tutte le sue opere e gli artwork riguardanti i Pink Floyd sono raccolti e commentati nel libro Pink Floyd. Visioni scritto con Peter Curzon.
Il suo lavoro non si è limitato comunque a una sola band, e l'elenco dei nomi che si sono rivolti al suo genio creativo è un condensato di storia musicale: Genesis, Paul McCartney, Black Sabbath, Peter Gabriel, Muse e Led Zeppelin.
Ha girato lungometraggi, documentari televisivi, e videoclip musicali per numerosi artisti, fra cui: Paul Young, Nik Kershaw, Big Country, Europe e Robert Plant.
Nel 2003, Thorgerson venne colpito da un colpo apoplettico, che lo lasciò parzialmente paralizzato. Successivamente gli venne diagnosticato un tumore, contro il quale lottò per anni, prima di soccombere il 18 aprile 2013, morendo all'età di 69 anni. Dopo il decesso di Thorgerson, David Gilmour rilasciò una dichiarazione nella quale lo descrisse come "una forza costante nella sua vita, sia sul piano lavorativo che umano, una spalla sulla quale piangere, e un grande amico". Il batterista dei Pink Floyd Nick Mason disse di Thorgerson che fu "un lavoratore infaticabile, dall'inizio alla fine".

## Principali lavori

### Lavori per la Hipgnosis
10cc
- How Dare You! (1975)
- Deceptive Bends (1977)

AC/DC

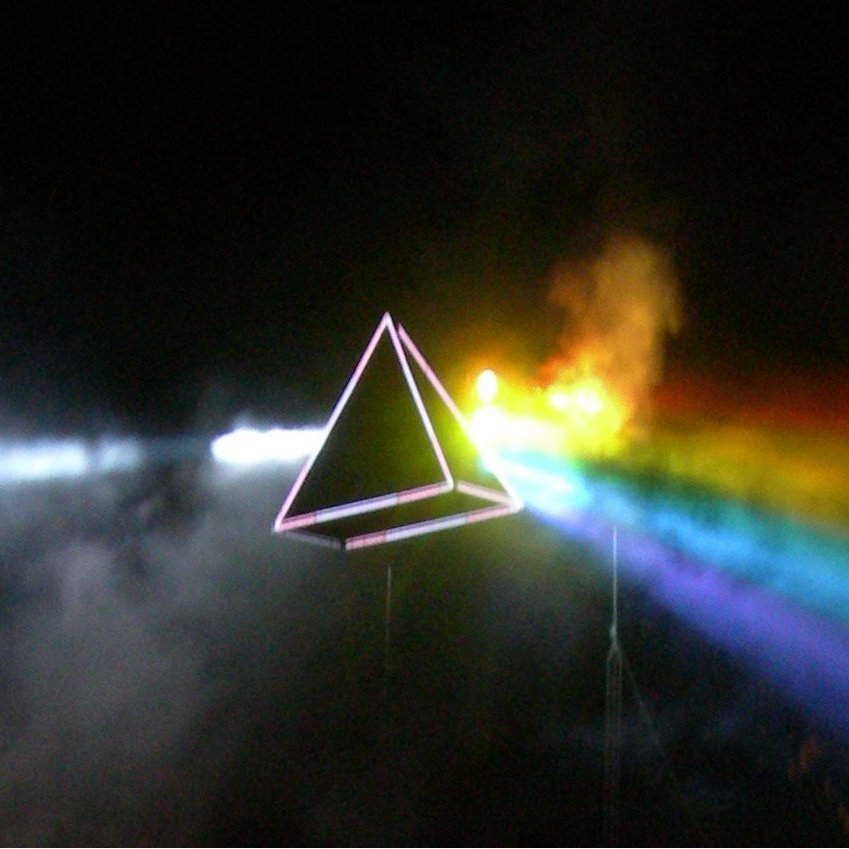
Allestimento di scena a un concerto di Roger Waters che richiama la copertina di The Dark Side of the Moon.

- Dirty Deeds Done Dirt Cheap (1981)

Brand X
- Moroccan Roll (1975)

Led Zeppelin
- Houses of the Holy (1973)
- Presence (1976)
- In Through the Out Door (1979)

The Nice
- Elegy (1971)

Peter Gabriel
- Peter Gabriel (I) (1977)
- Peter Gabriel (II) (1978)
- Peter Gabriel (III) (1979)

Pink Floyd
- A Saucerful of Secrets (1968)
- Music from the Film "More" (1969)
- Ummagumma (1969)
- Atom Heart Mother (1970)
- Meddle (1971)
- Obscured by Clouds (1972)
- The Dark Side of the Moon (1973)
- Wish You Were Here (1975)
- Animals (1977)
- A Collection of Great Dance Songs (1981) (con lo pseudonimo TCP - Thorgerson, Christopherson and Powell)

Syd Barrett
- The Madcap Laughs (1970)
- Syd Barrett (1970)

The Alan Parsons Project
- Tales of Mystery and Imagination - Edgar Allan Poe (1976)
- I Robot (1977)
- Pyramid (1978)
- Eve (1979)
- Eye in the Sky (1982)

### Lavori da solo
The Alan Parsons Project
- Ammonia Avenue (1984)
- Vulture Culture (1985)

Alan Parsons
- Try Anything Once (1993)
- Live (1994)
- The Very Best Live (1995)
- On Air (1996)
- The Time Machine (1999)
- A Valid Path (2004)

Anthrax
- Stomp 442 (1995)

Audioslave
- Audioslave (2002)

Biffy Clyro
- Puzzle (2007)
  - Saturday Superhouse (2007)
  - Living is a Problem Because Everything Dies (2007)
  - Folding Stars (2007)
  - Machines (2007)
- Only Revolutions (2009)
  - That Golden Rule (2009)
  - The Captain (2009)
- Opposites (2013)
  - Black Chandelier (2013)
  - Biblical (2013)
  - Opposite (2013)

Bruce Dickinson
- Skunkworks (1996)

Catherine Wheel
- Chrome (1993)
- Happy Days (1995)
- Like Cats and Dogs (compilation) (1996)
- Adam and Eve (1997)
- Wishville (2000)

The Cranberries
- Bury the Hatchet (1999)
- Wake Up and Smell the Coffee (2001)

Dream Theater
- Falling into Infinity (1997)
- Once in a LIVEtime (1998)
- 5 Years in a LIVEtime (1998)

Ellis, Beggs, & Howard
- Homelands (1989)

Ethnix
- Home Is Where the Head Is (2002)

Europe
- Secret Society (2006)

Ian Dury and the Blockheads
- Mr. Love Pants (1998)

The Mars Volta
- De-Loused in the Comatorium (2003)
- Frances the Mute (2005)

Muse
- Absolution (2003)
  - singolo di Butterflies & Hurricanes (2004)
- Black Holes & Revelations (2006)

Phish
- Slip Stitch and Pass (1997)

Pink Floyd
- A Momentary Lapse of Reason (1987)
- The Division Bell (1994)
  - video di High Hopes (1994)
- Pulse (1995)
- Echoes: The Best of Pink Floyd (2001)
- Oh, by the Way (2007)

Rick Wright
- Broken China (1996)

Program the Dead
- Program the Dead (2005)

Thornley
- Come Again (2004)

Umphrey's McGee
- Safety In Numbers (2006)

Wax
- American english (1987)

Ween
- The Mollusk (1997)

Yourcodenameis:milo
- Rapt. Dept. (2005)
- 17 (2005)
- Ignoto (2005)